# Tropasteron heatherae
Tropasteron heatherae là một loài nhện trong họ Zodariidae.
Loài này thuộc chi Tropasteron. Tropasteron heatherae được B.C.Baehr miêu tả năm 2003.